# Juan de Batrún
Juan de Batrún (en francés: Jean de Botroun; fallecido en 1277) fue el señor de Batrún en el Condado de Trípoli.
Era el hijo de Guillermo II de Batrún y de su esposa Inés de Sidón. Después de la muerte de su padre, heredó el Señorío de Batrún.
Juan se casó con Lucía Embriaco, hija de Beltrán Embriaco de Gibelet. Murió en 1277 sin descendencia. Su sucesor como señor de Batrún fue su primo Rodolfo (Rostain). Rodolfo era el hijo mayor de Jacobo de Batrún, el hermano menor de Guillermo II de Batrún.